# Кормонтень, Луи де
Луи де Кормонтень (фр. Louis de Cormontaigne; 1696, Страсбург — 20 октября 1752, Мец) — французский инженер, один из ведущих теоретиков фортификации. 

## Биография

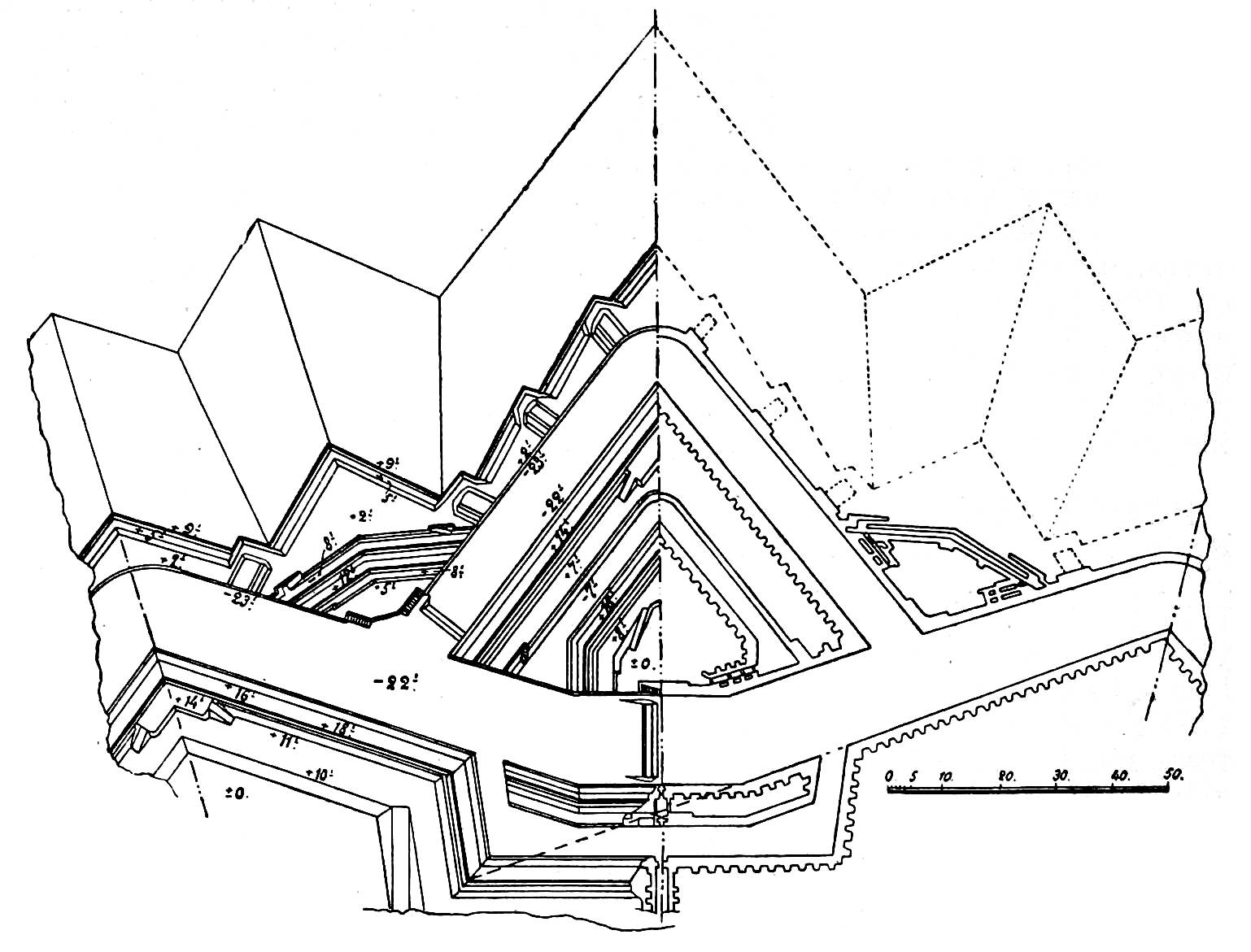
Один из проектов К.
схема из статьи «Кормонтань»
«Военная энциклопедия Сытина»

Луи де Кормонтень родился в 1696 году в городе Страсбурге. 
Пользовался во Франции большой славой и считался преемником и продолжателем Вобана. Кормонтень участвовал во многих осадах крепостей в период с 1713 по 1744 гг., как-то: Ландау, Фрибурга, Филиппсбурга, Ата и др. С молодых лет Кормонтень практически изучал крепостное дело, участвовал в постройке укреплений и сам руководил постройкой двойного кронверка (Белькруа и Мозель) в крепости Мец в 1728 году и позднее — кронверка Ютц в Диденгофене. 
Ввёл особую оценку или «анализ крепостей», определяя число дней, в течение которых крепость, построенная по известной системе, могла сопротивляться действиям правильной, то есть вобановской атаки, и называл такой промежуток времени «абсолютной силой фортификационной системы». Идеи Кормонтеня имели непререкаемый авторитет во Франции, и даже считались государственной тайной и не издавались.
Умер генерал-майором и заведующим крепостями 20 октября 1752 года, в Лотарингии. Его положения о ведении войны в крепостях и об их постройке впервые были изложены по рукописям Баяра («Oeuvres posthumes de Cormontaigne» 3 т., Париж, 1806—1809).
Луи де Кормонтень умер 20 октября 1752 года в городе Меце.